# 当木江乡
当木江乡，是中华人民共和国西藏自治区那曲市聂荣县下辖的一个乡镇级行政单位。

## 行政区划
当木江乡下辖以下地区：
玛岗村、雪龙村、拔卓村、奎如村、唐加村、玛地村、多那村、松庆村、曲擦村、帕格村、列玛村、多珍俄玛村、贡墨米村和桑果村。